# Rui Torres
Rutilio Torres Mantecón (Cidade do México, 30 de dezembro de 1976 – Cidade do México, 24 de fevereiro de 2008), mais conhecido pelo seu nome artístico Rui Torres, foi um apresentador de TV, conhecido por apresentar a primeira e segunda temporada da versão mexicana do programa Art Attack.

## Carreira
Ele terminou o ensino médio na Green Hills School, na Cidade do México.  Em 2001, foi um dos quatro estudantes universitários com melhores notas no exame de admissão ao bacharelado da Universidade Nacional Autônoma do México .  Ingressou na carreira de Psicologia.  Torres garantiu que este diploma lhe permitiria combinar suas responsabilidades acadêmicas com uma carreira de ator.
Nesse mesmo ano a Disney comprou os direitos do espetáculo Art Attack da produtora britânica The Media Merchants .  Transmitindo no Disney Channel Latin America , durante os dois anos seguintes escolheram Torres como apresentador da versão local, chamada Disney's Art Attack .
Foi eleito o melhor aluno do ITAM (Instituto Tecnológico Autônomo do México), onde em 2002 se formou em engenharia telemática ,  sendo beneficiário da bolsa Baillères por suas qualificações.
Rui Torres participou na conservação da obra do muralista mexicano Diego Rivera . Isso teria chamado a atenção da Disney ao contratá-lo como apresentador do Art Attack.
Em 2003, após gravar duas temporadas do espetáculo Art Attack na cidade de Maidstone (62 km a sudeste de Londres , Reino Unido), Torres decidiu retornar ao México para continuar seus estudos universitários e dedicar mais tempo à família. Por isso foi substituído pelo espanhol Jordi Cruz , que foi dublado em espanhol neutro para o mercado latino-americano pelo dublador argentino Ariel Cister.
No Relatório Anual de 2004 da Fundação UNAM, ele é mencionado como um dos 2.863 membros ativos da fundação em 2004, e como um dos indivíduos que foram “benfeitores da fundação em 2004”.

## Morte
Em agosto de 2008, o ITAM confirmou na revista Conexión que Torres havia falecido em 24 de fevereiro do mesmo ano.  De acordo com os registros do Governo da Cidade do México, a causa da morte foram "efeitos adversos de drogas ou medicamentos não especificados".
Como a família de Torres nunca deu uma declaração oficial, muitas pessoas receberam a notícia sem acreditar e alegaram que era falsa.
Há quem tenha feito pesquisas para provar que Rui estava vivo, com base em fotos posteriores a “Art Attack”.
Porém, o ITAM teria publicado o obituário e posteriormente o novo apresentador do Art Attack, Jordi Cruz também teria confirmado a morte.

## Filmografia
| Programa   | Emissora       | Anos      | Cargo        |
| ---------- | -------------- | --------- | ------------ |
| Art Attack | Disney Channel | 2000-2003 | Apresentador |